# Asientos
Asientos är en ort i Mexiko.   Den ligger i kommunen Asientos och delstaten Aguascalientes, i den centrala delen av landet, 400 km nordväst om huvudstaden Mexico City. Asientos ligger 2 160 meter över havet och antalet invånare är 4 039.
Terrängen runt Asientos är kuperad åt sydväst, men åt nordost är den platt. Terrängen runt Asientos sluttar österut. Runt Asientos är det ganska tätbefolkat, med 90 invånare per kvadratkilometer. Närmaste större samhälle är Loreto, 11,0 km öster om Asientos. Trakten runt Asientos består till största delen av jordbruksmark.